# Deutsche Bank
Deutsche Bank AG (pronunciación alemana:[: [dɔʏ̯tʃəˈbaŋkˈaːˈɡeː] (escuchar)ⓘ; literalmente, «Banco Alemán»; DB) es una compañía global de servicios bancarios y financieros con sede en las torres gemelas del Deutsche Bank en la ciudad de Fráncfort del Meno. Cuenta con más de 100.000 empleados en más de 70 países y tiene una gran presencia en Europa, América, Asia-Pacífico y los mercados emergentes. En 2009, el Deutsche Bank fue el mayor distribuidor de divisas del mundo con una cuota del mercado de 21 %. La compañía fue un componente del índice STOXX Europe 50 hasta que fue reemplazado en ese índice el 8 de agosto de 2016.
El banco ofrece productos y servicios financieros para clientes corporativos e institucionales junto con clientes privados y de negocios. El negocio principal de Deutsche Bank es la banca de inversión, que representa el 50% del patrimonio, el 75% de los activos de apalancamiento y el 50% de los beneficios. Los servicios incluyen ventas, negociación, investigación y originación de deuda y patrimonio; fusiones y adquisiciones (M & A); productos de gestión de riesgos, tales como derivados, finanzas corporativas, gestión de patrimonio, banca minorista, gestión de fondos y banca de transacciones.
En enero de 2014, el Deutsche Bank reportó una pérdida antes de impuestos de 1200 millones de euros (1600 millones de dólares) para el cuarto trimestre del 2013. Esto se produjo después de que los analistas predijeran un beneficio de casi 600 millones de euros, según estimaciones del FactSet. Los ingresos cayeron un 16% con respecto al año anterior.
El 7 de junio de 2015, los entonces co-CEO, Jürgen Fitschen y Anshu Jain, ofrecieron su renuncia al consejo de supervisión del banco, las cuales fueron aceptadas. La renuncia de Anshu Jain entró en vigor el 30 de junio de 2015, pero prestó consultoría al banco hasta enero de 2016. Jürgen Fitschen continuó temporalmente como CEO conjunto hasta el 19 de mayo de 2016. El nombramiento de John Cryan como CEO conjunto fue anunciado, con efecto a partir del 1 de julio de 2016, y se convirtió en el único CEO al final del término de Jürgen Fitschen.
En enero de 2016, el Deutsche Bank anunció una pérdida en 2015 antes de impuestos a la renta de aproximadamente 6,1 millones de euros y una pérdida neta de aproximadamente 6.7 millones de euros. A raíz de este anuncio, un analista bancario de Citi declaró: "creemos que un aumento de capital parece inevitable ahora y experimentará un déficit de capital de hasta 7000 millones de euros, sobre la base de que Deutsche Bank se vea obligado a reservar entre 3000 y 4000 millones de euros de cargos de litigio en 2016. "

## Historia

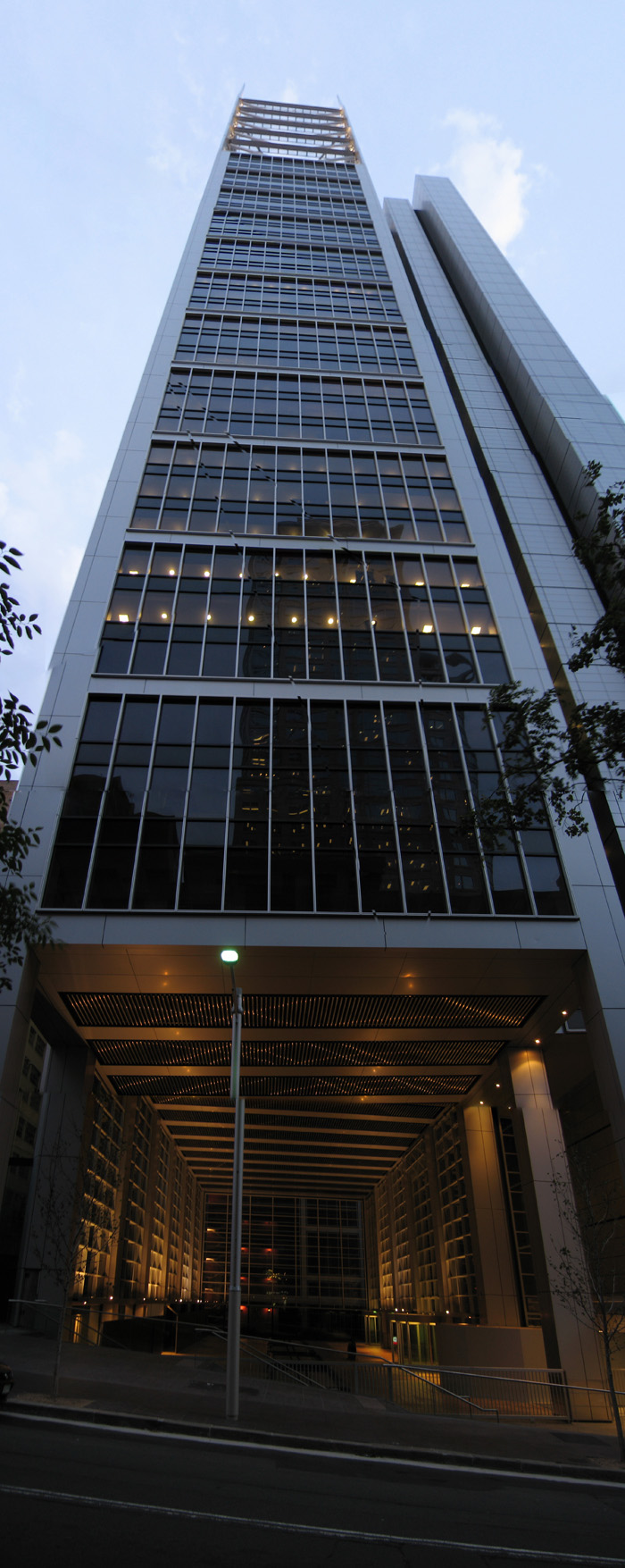
Deutsche Bank, Sídney.

### 1870–1919
El Deutsche Bank fue fundado en Berlín en 1870 como banco especializado en comercio exterior. El estatuto del banco fue adoptado el 22 de enero de 1870, y el 10 de marzo de 1870 el gobierno prusiano le concedió una licencia bancaria. El estatuto puso gran énfasis en los negocios extranjeros: 

El objetivo de la empresa es tramitar negocios bancarios de todo tipo, en particular para promover y facilitar las relaciones comerciales entre Alemania, otros países europeos y los mercados extranjeros.

Tres de los fundadores eran Georg Siemens, cuyo primo del padre había fundado Siemens y Halske, Adelbert Delbrück y L. Bamberger. Antes de la fundación del Deutsche Bank, los importadores y exportadores alemanes dependían de las instituciones bancarias inglesas y francesas en los mercados mundiales -una grave desventaja por el hecho de que las facturas alemanas eran casi desconocidas en el comercio internacional, generalmente disgustadas y sujetas a un tipo de descuento mayor que el que tenían los ingleses o franceses.

#### Miembros fundadores
- Hermann Zwicker (Bankhaus Gebr. Schickler, Berlín)
- Anton Adelssen (Bankhaus Adelssen & Co., Berlín)
- Adelbert Delbrück (Bankhaus Delbrück, Leo & Co.)
- Heinrich von Hardt (Hardt & Co., Berlín, Nueva York)
- Ludwig Bamberger
- Victor Freiherr von Magnus (Bankhaus F. Mart Magnus)
- Adolph vom Rath (Bankhaus Deichmann & Co., Colonia)
- Gustav Kutter (Industrieller for Bankhaus Gebrüder Sulzbach, Fráncfort)
- Gustav Müller (Württembergische Vereinsbank, Stuttgart)
- Georg Siemens (el primo de su padre creó Siemens)

#### Primeros directores

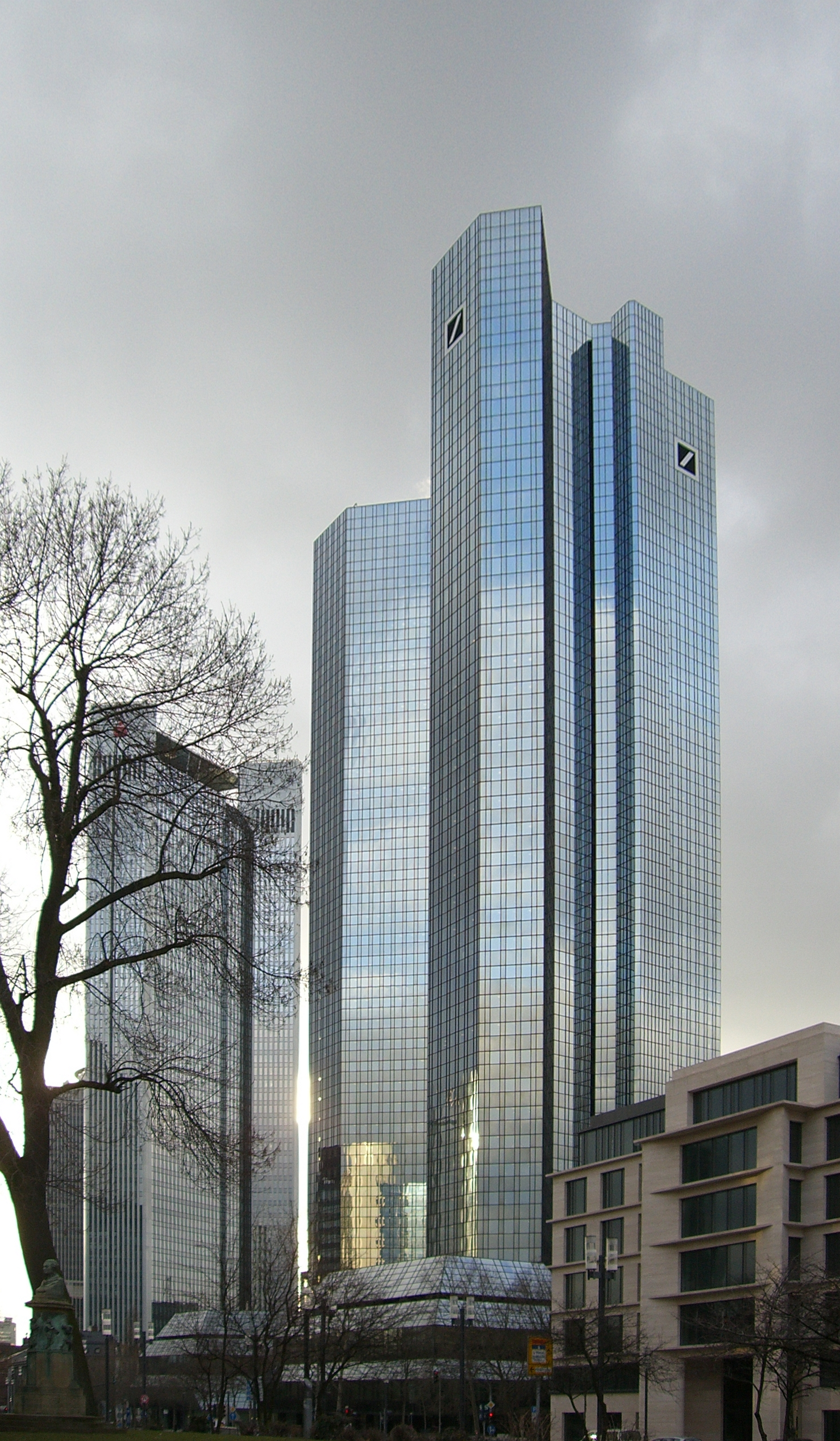
Vista terrestre de la sede central en Fráncfort del Meno.

- Wilhelm Platenius, Georg Siemens y Hermann Wallich

Las primeras sucursales nacionales del banco fueron inauguradas en 1871 y 1872, se abrieron en Bremen y Hamburgo. Su primera incursión en el extranjero llegó poco después, en Shanghái (1872) y Londres (1873), seguida en algún momento por América del Sur (1874-1886). La apertura de la sucursal en Londres, después de un fracaso y otro intento parcialmente exitoso, fue una necesidad primordial para el establecimiento de crédito para el comercio alemán en lo que entonces era el centro monetario del mundo.
Los principales proyectos en los primeros años del banco incluyeron el Northern Pacific Railroad en los EE. UU. y el ferrocarril de Bagdad (1888). En Alemania, el banco fue instrumental en la financiación de las ofertas de bonos de la empresa siderúrgica Krupp (1879) e introdujo la compañía química Bayer en el mercado bursátil de Berlín.
La segunda mitad de la década de 1890 vio el comienzo de un nuevo período de expansión en el Deutsche Bank. El banco formó alianzas con grandes bancos regionales, dándose una entrada en las principales regiones industriales de Alemania. Las empresas mixtas eran sintomáticas de la concentración entonces en curso en la industria bancaria alemana. Para el Deutsche Bank, las ramas domésticas eran todavía algo raras en ese entonces; la sucursal de Fráncfort desde 1886 y la sucursal de Múnich desde 1892, mientras que otras sucursales se fijaron en Dresde y Leipzig en 1901.
Además, el banco percibió rápidamente el valor de las instituciones especializadas para la promoción del comercio exterior. La suave presión de la cancillería desempeñó un papel en la fundación del Deutsche Ueberseeische Bank en 1886 y la participación tomada en el recién creado Deutsch-Asiatische Bank tres años después, pero el éxito de esas empresas demostró que su existencia tuvo resonancia en un sentido comercial.

### 1919–1933

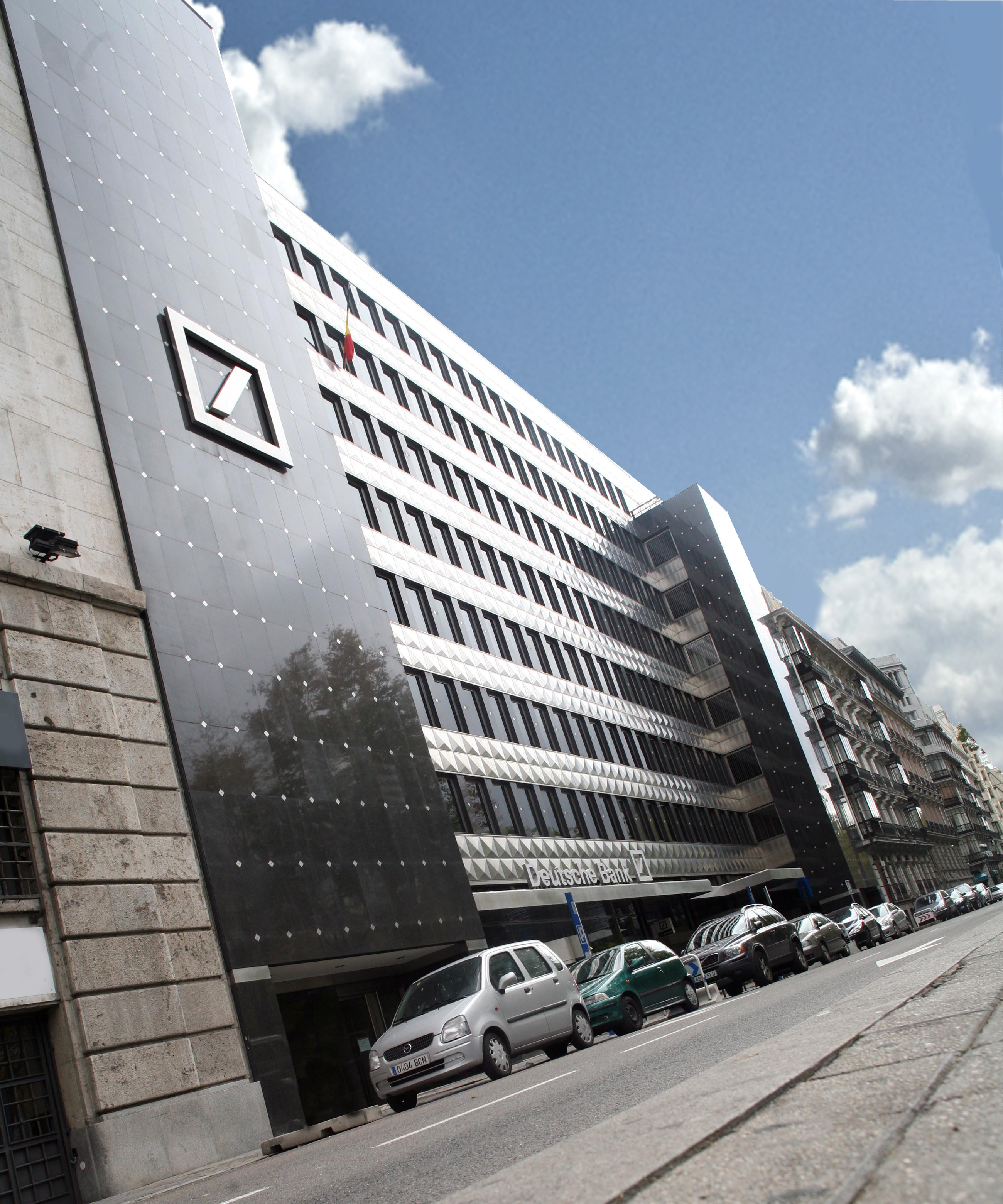
Vista de la fachada de la sede en Madrid.

El período inmediatamente posterior a la Primera Guerra Mundial fue un tiempo de liquidaciones. Habiendo perdido ya la mayor parte de sus activos extranjeros, el Deutsche Bank se vio obligado a vender otros activos. Se dedicó gran cantidad de energía a apuntalar lo que se había logrado. Pero también había nuevos negocios, algunos de los cuales tendrían un impacto durante mucho tiempo. El banco desempeñó un papel importante en el establecimiento de la compañía de producción cinematográfica UFA y la fusión de Daimler y Benz.
El banco se fusionó con otros bancos locales en 1929 para crear Deutsche Bank und DiscontoGesellschaft, en ese momento la mayor fusión en la historia bancaria alemana. El aumento de los costos fue una de las razones de la fusión. Otra fue la tendencia a la concentración en toda la industria en la década de 1920. La fusión se produjo en el momento justo para ayudar a contrarrestar la emergente crisis económica y bancaria mundial. En 1937, el nombre de la compañía cambió de nuevo a Deutsche Bank.
La crisis fue, en términos de impacto político, el evento económico más desastroso del siglo. La escasez de liquidez que paralizó a los bancos fue alimentada por una combinación de deuda externa de corto plazo y prestatarios que ya no podían pagar sus deudas, mientras que la inflexibilidad del Estado agravaba la situación. Para los bancos alemanes, la crisis en la industria fue un hoyo. El regreso a circunstancias, que, de alguna manera, podrían considerarse como una reminiscencia de la "edad de oro" antes de la Primera Guerra Mundial, fue descartado por muchos años.

### 1933–1945
Después de que Adolf Hitler subiera al poder, instituyendo el Tercer Reich, el Deutsche Bank destituyó a sus tres miembros judíos del consejo en 1933. En los años siguientes, el Deutsche Bank participó en la arianización de las empresas judías; según sus propios historiadores, el banco estuvo involucrado en 363 confiscaciones en noviembre de 1938. Durante la guerra, Deutsche Bank incorporó otros bancos que cayeron en manos alemanas durante la ocupación de Europa Oriental. El Deutsche Bank proporcionó facilidades bancarias para la Gestapo y prestó los fondos utilizados para construir el campo de Auschwitz y las instalaciones cercanas de IG Farben.
Durante la Segunda Guerra Mundial, el Deutsche Bank fue responsable de gestionar el Bohemian Union Bank en Praga, con sucursales en el Protectorado y en Eslovaquia, el Bankverein en Yugoslavia (que ahora se ha dividido en dos sociedades financieras, una en Serbia y otra en Croacia), el Banco Albert de Barry en Ámsterdam, el Banco Nacional de Grecia en Atenas, el Creditanstalt-Bankverein en Austria y Hungría, el Deutsche Bulgarische Kreditbank en Bulgaria y Banca Comercial Română (The Romanian Commercial Bank) en Bucarest. También mantuvo una sucursal en Estambul, Turquía.
En 1999, el Deutsche Bank confirmó oficialmente que había estado involucrado en Auschwitz. En diciembre de 1999, el Deutsche Bank, junto con otras grandes empresas alemanas, contribuyó a un fondo de indemnización de 5200 millones de dólares tras demandas de sobrevivientes del Holocausto. La historia del Deutsche Bank durante la Segunda Guerra Mundial ha sido desde entonces documentada por historiadores independientes encargados por el Banco.

### Después de la Segunda Guerra Mundial
Tras la derrota de Alemania en la Segunda Guerra Mundial, las autoridades aliadas ordenaron en 1948 la partición del Deutsche Bank en diez bancos regionales. Estos bancos regionales se consolidaron posteriormente en tres grandes bancos en 1952: Norddeutsche Bank AG; Süddeutsche Bank AG y Rheinisch-Westfälische Bank AG. En 1957, estos tres bancos se fusionaron para formar el Deutsche Bank AG con su sede en Fráncfort.
En 1959, el banco entró en la banca minorista mediante la introducción de pequeños préstamos personales. En la década de 1970, el banco avanzó con la expansión internacional, abriendo nuevas oficinas en nuevos lugares, como Milán (1977), Moscú, Londres, París y Tokio. En los años ochenta, esto siguió cuando el banco pagó 603 millones de dólares en 1986 para adquirir la Banca d'Amérique e d'Italia, la filial italiana que Bank of America había establecido en 1922 cuando adquirió la Banca dell'Italia Meridionale. La adquisición representó la primera vez que el Deutsche Bank había adquirido una importante red de sucursales en otro país europeo.
En 1989, los primeros pasos hacia la creación de una presencia significativa en la banca de inversión se tomaron con la adquisición de Morgan, Grenfell & Co., un banco de inversión con sede en el Reino Unido. A mediados de los años noventa, la acumulación de una operación de mercados de capitales se había iniciado con la llegada de una serie de figuras destacadas de los principales competidores. Diez años después de la adquisición de Morgan Grenfell, se agregó la firma estadounidense Bankers Trust.
El Deutsche Bank siguió consolidando su presencia en Italia con la adquisición en 1993 de Banca Popolare di Lecco de Banca Popolare di Novara por unos 476 millones de dólares. En 1999 adquirió una participación minoritaria en Cassa di Risparmio di Asti.

### Desde 2000
En octubre de 2001, Deutsche Bank cotizaba en la Bolsa de Nueva York. Este fue el primer listado de NYSE después de la interrupción debido a los ataques del 11 de septiembre. Al año siguiente, Deutsche Bank reforzó su presencia en Estados Unidos cuando compró Scudder Investments. Mientras tanto, en Europa, Deutsche Bank aumentó su negocio de banca privada al adquirir Rued Blass & Cie (2002) y el banco de inversión ruso United Financial Group (2006). En Alemania, las adquisiciones adicionales de Norisbank, Berliner Bank y Deutsche Postbank reforzaron la oferta minorista de Deutsche Bank en su mercado interno. Esta serie de adquisiciones se alineó estrechamente con la estrategia del banco de adquisiciones de bolt-on en preferencia a las fusiones llamadas "transformacionales". Éstos formaban parte de una estrategia global de crecimiento que también apuntaba a un rendimiento sostenible del 25% sobre el patrimonio, algo que el banco alcanzó en 2005.
La sede de la empresa, el Deutsche Bank Twin Towers edificio, fue ampliamente renovado a partir de 2007. La renovación tardó aproximadamente tres años en completarse. El edificio renovado fue certificado LEED Platinum y DGNB Gold.
El banco desarrolló, fue dueño y operó el Cosmopolitan de Las Vegas, después de que el desarrollador original del proyecto incumpliera sus préstamos. Deutsche Bank abrió el casino en 2010 y lo corrió en pérdida hasta su venta en mayo de 2014. La exposición del banco en el momento de la venta fue de más de $ 4 mil millones, sin embargo, vendió la propiedad a Blackstone Group por $ 1.73 mil millones.

#### Burbuja de crédito inmobiliario y mercado CDO
Deutsche Bank fue uno de los principales impulsores del mercado de obligación colateralizada por deuda (CDO) durante la burbuja del crédito inmobiliario de 2004 a 2008, creando alrededor de 32 mil millones de dólares.
El informe del Comité Permanente de Investigaciones de Wall Street y la Crisis Financiera analizó el Deutsche Bank como un "caso de estudio" de la participación de la banca de inversión en la burbuja hipotecaria, el mercado CDO, la crisis crediticia y la recesión. Concluyó que incluso cuando el mercado estaba colapsando en 2007, y su principal operador global de CDO estaba ridiculizando el mercado CDO y apostando contra algunos de los bonos hipotecarios en sus CDOs, Deutsche Bank continuó vendiendo malos productos CDO a los inversionistas.
El informe se centró en una CDO, Gemstone VII, hecha en gran parte de hipotecas de Long Beach, Fremont y New Century, todos prestamistas de alto riesgo. Deutsche Bank colocó activos de riesgo en el CDO, como ACE 2006-HE1 M10, que sus propios operadores pensaban que era un mal vínculo. También puso en algunos bonos hipotecarios que su propio departamento hipotecario había creado pero no podía vender, de la serie DBALT 2006.El CDO luego se comercializó agresivamente como un buen producto, con una clasificación de nivel A. Para el año 2009 el CDO era casi inútil y los inversores (incluyendo el propio Deutsche Bank) habían perdido la mayor parte de su dinero.
Gregg Lippman, director de operaciones globales de CDO, apostó contra el mercado CDO, con la aprobación de los directivos, a pesar de que Deutsche Bank continuaba produciendo productos. Fue un personaje principal en el libro de Michael Lewis The Big Short, que detallaba sus esfuerzos para encontrar 'shorts' para comprar Credit Default Swaps para la construcción de CDOs Sintéticos. Fue uno de los primeros operadores en prever la burbuja en el mercado CDO, así como el tremendo potencial que ofrece CDS en éste. Como se muestra en The Big Short, Lipmann en medio del frenesí CDO y MBS estaba orquestando presentaciones a los inversores, demostrando su visión bajista del mercado, ofreciéndoles la idea de comenzar a comprar CDS, especialmente a AIG para sacar provecho de la crisis próxima.
En cuanto al negocio de Gemstone VII, inclusive cuando Deutsche lo estaba creando y vendiéndolo a los inversionistas, Lippman envió por correo electrónico a sus colegas que eran unos "cerdos" y aconsejó a algunos de sus clientes en apostar en contra de los valores hipotecarios. Lippman llamó al mercado CDO como un "esquema ponzi", pero también trató de ocultar algunos de sus puntos de vista debido a que estaba criticando a su propia compañía de trabajo. El grupo de Lippman ganó dinero con estas apuestas, inclusive cuando Deutsche perdió dinero en el mercado de CDO.
Deutsche también participó con Magnetar Capital en la creación de su primer CDO Orion. Deutsche tenía su propio grupo de malos CDOs llamados START. Trabajó con Elliot Advisers en uno de ellos; Elliot apostó contra el CDO inclusive cuando Deutsche vendía partes del CDO a los inversionistas como buenas inversiones. Deutsche Bank también trabajó con John Paulson, en la controversia de Goldman Sachs Abacus CDO, para crear CDOs START. Deutsche perdió dinero en START, como lo hizo en Gemstone.
El 3 de enero de 2014, se informó que el Deutsche Bank resolvería una demanda presentada por accionistas estadounidenses, que habían acusado al banco de empaquetar y vender malos préstamos inmobiliarios antes de la recesión del 2008. Este acuerdo fue posterior y aparte del acuerdo de $ 1.93 mil millones de Deutsche con el US Housing Finance Agency sobre litigios similares relacionados con la venta de valores respaldados por hipotecas a Fannie Mae y Freddie Mac.

#### Estructuras de derivados sobrevalorados (Leveraged super-senior trades)
Exempleados, entre ellos Eric Ben-Artzi y Matthew Simpson, han afirmado que durante la crisis Deutsche no reconoció pérdidas de papel por más de 12 000 millones de dólares en su cartera de 130 000 millones de dólares, aunque el banco rechaza las reclamaciones. Un documento de la compañía de mayo del 2009 describió las operaciones como "el mayor riesgo en la cartera de negociación", y los denunciantes alegan que si el banco representase adecuadamente sus posiciones, su capital habría caído en la medida en que podría haber necesitado un rescate del gobierno. Uno de los reclamos afirma que "Si Lehman Brothers no tuviese que marcar sus libros durante seis meses, podría estar todavía en el negocio, y si Deutsche Bank hubiera marcado sus libros podría haber estado en la misma posición que Lehman".
Deutsche Bank se había convertido en el mayor operador en este mercado, que era una forma de derivado de crédito diseñado para comportarse como el tramo más alto de un CDO. Deutsche compró un seguro de blue-chips contra el incumplimiento de empresas de primera línea de los inversores, en su mayoría fondos de pensiones canadienses, que recibieron una corriente de primas de seguros como ingreso a cambio de una pequeña cantidad como garantía. A continuación, el banco vendió protección a los inversores estadounidenses a través del índice de crédito CDX, el diferencial entre los dos fue muy pequeño, pero valió 270 millones de dólares en los 7 años del comercio. Se consideró muy poco probable que muchos blue chips tuvieran problemas al mismo tiempo, por lo que Deutsche requirió una garantía de sólo 10% del valor del contrato.
El riesgo de que Deutsche tomara grandes pérdidas si la garantía se aniquiló en una crisis se llamó la opción de la brecha.
Ben-Artzi afirma que después de que la modelización tuviera resultados "económicamente inviables", Deutsche contó primero la opción de brecha con un simple "corte de pelo" del 15% en las operaciones (descrito como inadecuado por otro empleado en 2006) y luego en 2008 por un 1-2 mil millones de dólares de reserva para el mostrador de correlación de crédito diseñado para cubrir todos los riesgos, no sólo la opción de brecha. En octubre de 2008 dejaron de modelar la opción de separación y sólo compraron opciones de venta de S & P para protegerse contra la interrupción del mercado, pero uno de los denunciantes había descrito esto como una cobertura inadecuada.
Un modelo del trabajo anterior de Ben-Artzi en Goldman Sachs sugirió que la opción del boquete valiera cerca del 8% del valor de los comercios, digno de 10.4 mil millones de dólares. Simpson afirma que los comerciantes no estaban simplemente subestimando la opción de la brecha pero activamente marcando incorrectamente el valor de sus acciones.

#### Crisis financiera europea
Deutsche Bank tiene una exposición insignificante en Grecia. España e Italia, sin embargo, representan una décima parte de su negocio europeo de banca privada y corporativa. De acuerdo con las estadísticas del banco, los riesgos de crédito en estos países son de unos 18 000 millones de euros (Italia) y 12 000 millones de euros (España).
Para el ejercicio del 2008, Deutsche Bank reportó su primera pérdida anual en cinco décadas. A pesar de recibir miles de millones de dólares de sus acuerdos de seguros con AIG, incluyendo US $ 11,8 mil millones de fondos proporcionados por los contribuyentes de EE. UU. para rescatar a AIG.
Basado en una estimación preliminar de la Autoridad Bancaria Europea (EBA) en octubre de 2011, Deutsche Bank AG necesitó recaudar capital de aproximadamente 1,2 mil millones de euros (US $ 1,7 mil millones) como parte de un requisito de 9 por ciento de razón básica de Tier 1 a mediados del 2012.
Necesita obtener su capital común tier-1 hasta el 12.5% en 2018 para estar ligeramente por encima del 12.25% requerido por los reguladores. A partir de marzo de 2016 se sitúa en el 11.1%, y puede ser hasta cerca del 10.5% en el momento que Deutsche Bank presente sus informes del primer trimestre del 2016 en cuanto a las ganancias.

#### Consolidación
Debido al Deutsche Bank Capital Ratio Tier-1 (CET1) es sólo 11.4 por ciento o inferior a la mediana de la relación CET1 de los 24 mayores bancos de Europa cotizados con 12 por ciento, por lo que no habrá dividendos para 2015 y 2016, además el banco hizo corte de 15,000 trabajos.

## Desempeño
| Año                                 | 2014               | 2013               | 2012               | 2011               | 2010               | 2009               | 2008               | 2007               | 2006               | 2005               | 2004               | 2003               |
| ----------------------------------- | ------------------ | ------------------ | ------------------ | ------------------ | ------------------ | ------------------ | ------------------ | ------------------ | ------------------ | ------------------ | ------------------ | ------------------ |
| Ingresos netos                      | €1.7 mil millones  | €0.7 mil millones  | €0.3 mil millones  | €4.3 mil millones  | €2.3 mil millones  | €5.0 mil millones  | €−3.9 mil millones | €6.5 mil millones  | €6.1 mil millones  | €3.5 mil millones  | €2.5 mil millones  | €1.4 mil millones  |
| Ingresos                            | €31.9 mil millones | €31.9 mil millones | €33.7 mil millones | €33.2 mil millones | €28.6 mil millones | €28.0 mil millones | €13.5 mil millones | €30.7 mil millones | €28.5 mil millones | €25.6 mil millones | €21.9 mil millones | €21.3 mil millones |
| Rentabilidad sobre recursos propios | 5.1%               | 2.6%               | -                  | -                  | 5%                 | 18%                | −29%               | 30%                | 26%                | 16%                | 1%                 | 7%                 |
| Dividendos                          | 0.75               | -                  | -                  | -                  | 0.75               | 0.75               | 0.5                | 4.5                | 4.0                | 2.5                | 1.7                | 1.5                |

[cita requerida]

## Estructura administrativa
Cuando el Deutsche Bank fue organizado por primera vez en 1870 no había CEO. En cambio, la junta directiva era representada por un orador de la junta. A partir de febrero del 2012, el banco ha sido liderado por dos co-CEOs, y en julio de 2015 anunció que será liderado por un CEO a partir de 2016.

### Los órganos de gestión de Deutsche Bank
- Reunión general anual
- Comité administrativo
- Consejo de Supervisión
- Comité Ejecutivo del Grupo

#### Comité administrativo
Miembros del Consejo de Administración al 12 de febrero de 2016:
- John Cryan, presidente y consejero delegado (CEO a partir del 20 de mayo de 2016)
- Juergen Fitschen, copresidente, salió (19 de mayo de 2016)
- Stuart Lewis, director de Riesgos
- Sylvie Matherat, jefe de Regulación
- Quintin Price, jefe de Deutsche Asset Management
- Garth Ritchie, director de Mercados Globales
- Karl von Rohr, oficial administrativo en jefe
- Dr. Marcus Schenck, director financiero
- Christian Sewing, director de Clientes Privados y Comerciales
- Jeffrey Urwin, director de Banca Corporativa y de Inversión

#### Consejo de Supervisión
Miembros del Consejo de Supervisión a partir del 1 de enero de 2013:
- Paul Achleitner, presidente
- Karin Ruck, vicepresidente, asesor superior de Transformación Regional, Región Frankfurt / Hesse-Este, Deutsche Bank AG, miembro del Consejo del Personal Combinado
- Wolfgang Böhr, presidente del Consejo del Personal Combinado Düsseldorf, miembro del Consejo del Personal, miembro del Consejo del Personal del Grupo
- Karl-Gerhard Eick (Consultor de Gestión KGE Asset Management & Consulting Ltd.)
- Katherine Garrett-Cox (Consejero delegado de Alliance Trust PLC)
- Alfred Herling, presidente del Consejo del Personal Combinado Wuppertal / Sauerland, presidente del Consejo del Personal, presidente del Consejo del Personal de Grupo
- Henning Kagermann (Presidente de Acatech - Academia Alemana de Ciencia e Ingeniería)
- Martina Klee, presidente del Consejo del Personal GTO Eschborn / Frankfurt, miembro del Consejo del Personal General, miembro del Consejo del Personal del Grupo
- Suzanne Labarge (anteriormente vicepresidente y jefe de riesgos, Royal Bank of Canada en Toronto)
- Peter Löscher (Consejero delegado de Renova Management AG)
- Henriette Mark, presidente del Consejo del Personal Combinado Múnich y Baviera del Sur, miembro del Consejo del Personal, miembro del Consejo del Personal del Grupo, presidente del Consejo Europeo del Personal
- Gabriele Platscher, presidente del Consejo de Personal Combinado de Braunschweig / Hildesheim
- Rudolf Stockem (Secretario sindical de Vereinte Dienstleistungsgewerkschaft y asesor independiente de organización y comunicación)
- Johannes Teyssen (Presidente del Consejo de Administración de E.ON)
- Marlehn Thieme, director de infraestructura / Gestión Regional Comunicaciones Ciudadanía Corporativa
- Tilman Todenhöfer (Managing Partner Robert Bosch Industrietreuhand KG)
- Klaus Rüdiger Trützschler (Anteriormente miembro del Consejo de Administración de Franz Haniel & Cie. GmbH)
- Stefan Viertel, jefe de Manejo de Efectivo e Instituciones Financieras Austria y Hungría, gerente de Ventas
- Renate Voigt, presidente del Consejo del Personal Combinado Stuttgart / Esslingen / Heilbronn
- Werner Wenning, (Presidente del Consejo de Supervisión de E.ON, presidente del Consejo de Supervisión de Bayer AG)

#### Comité Ejecutivo del Grupo (GEC)
El Comité Ejecutivo del Grupo está constituido por los miembros del Consejo de Administración y por los altos directivos de las divisiones de negocio dirigidas al cliente y de la gestión de las regiones designadas por el Consejo de Administración. El GEC sirve como una herramienta para coordinar los negocios y las regiones. Tiene como principales tareas y responsabilidades proporcionar información actualizada al Consejo de Administración sobre la evolución de los negocios y las transacciones concretas, la revisión periódica de los segmentos de negocio, la consulta y el asesoramiento al Consejo de Administración sobre las decisiones estratégicas y la preparación de las decisiones a adoptar por el Consejo de Administración.
Miembros del Comité a partir del 1 de enero de 2013:
- Juergen Fitschen, copresidente
- Anshu Jain , copresidente
- Stefan Krause, director financiero
- Stephan Leithner, director general de Europa (excepto Alemania y Reino Unido), Recursos Humanos, Legal y Cumplimiento, Gobierno y Asuntos Regulatorios
- Stuart Lewis, director de riesgos
- Rainer Neske, director de Clientes Privados y de Negocios
- Henry Ritchotte, director de Operaciones
- Melinda J. Hooker, director general de Norteamérica
- Gunit Chadha, codirector ejecutivo de Asia y el Pacífico
- Alan Cloete, codirector ejecutivo de Asia y el Pacífico
- Michele Faissola, jefe de Gestión de Activos y Patrimonios
- Colin Fan, cojefe de Banca Corporativa y Valores y jefe de Mercados
- David Folkerts-Landau, jefe de investigación
- Colin Grassie, director ejecutivo del Reino Unido
- Robert Rankin, cojefe de Banca Corporativa y Valores y jefe de Finanzas Corporativas
- Christian Ricken, director de Operaciones, Clientes Privados y de Negocios
- Werner Steinmüller, director de Banca de Transacciones Globales
- Richard Walker, asesor general

## Divisiones de Negocios

### Banco Corporativo y de Inversiones (CIB)

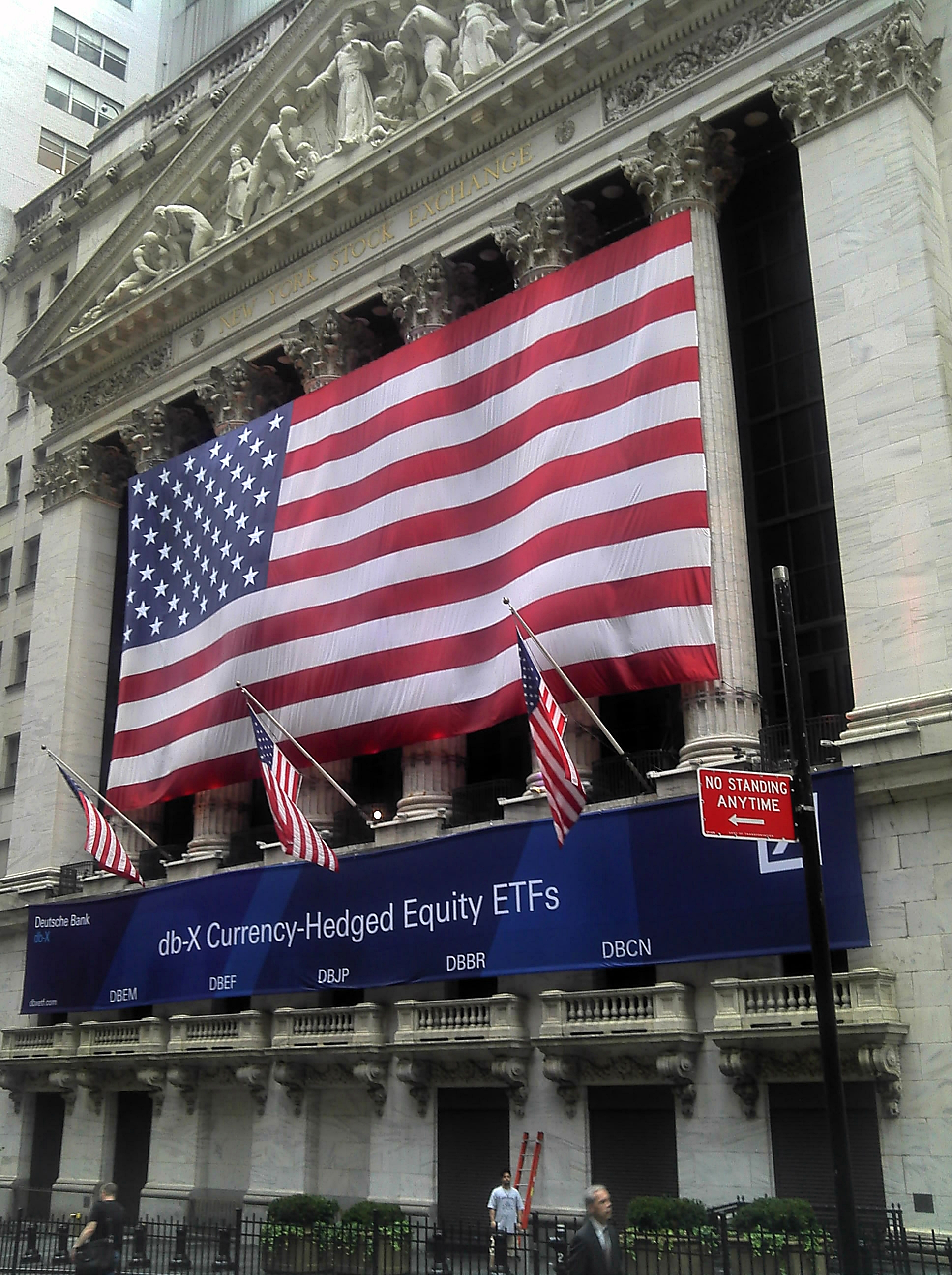
La Bolsa de Nueva York el 9 de agosto de 2011, cuando el Deutsche Bank db-X Group comenzó a cotizar en NYSE Arca.

Deutsche Bank se considera dentro del "Bulge bracket" de los bancos globales de inversión debido a su gran tamaño y su rentabilidad. El modelo de negocio del banco se basa en dos pilares: el Banco Corporativo y de Inversión (CIB) y el de Clientes Privados y Gestión de Activos (PCAM).
El Banco Corporativo y de Inversiones (CIB) es el negocio de los mercados de capitales del Deutsche Bank. El CIB comprende dos divisiones, Banca Corporativa & de Valores y Operaciones Bancarias Globales.

#### Banca Corporativa y Valores de valores (CB&S)
La división de Banca Corporativa y Valores de Deutsche Bank comprende Mercados y Finanzas Corporativas. adicional

##### Mercados
La división de Mercados es responsable de las ventas y la negociación de valores del Deutsche Bank Group. La investigación de mercados ofrece análisis de productos financieros, mercados y estrategias.

##### Finanzas Corporativas
La división de Finanzas Corporativas es responsable de asesoramiento, emisiones de Deuda & Acciones y Fusiones & adquisiciones (M & A).

#### Operaciones bancarias globales
Operaciones bancarias globales o GTB atiende a corporaciones e instituciones financieras proporcionando productos bancarios comerciales incluyendo pagos transfronterizos, mitigación de riesgos y financiamiento de comercio internacional.

#### Gestión de activos
Según el Scorpio Partnership Global Private Banking Benchmark 2014 la compañía contaba con 384.1 mil millones de dólares de activos bajo administración, un aumento de 13.7% en 2013.

#### Clientes Privados y de Negocios
Clientes Privados y de Negocios (PBC) es la división de banca minorista de Deutsche Bank. Además de Alemania, opera en otros siete países: Italia, España, Polonia, Bélgica, Portugal, India y China.

#### PCAM
Clientes Privados y Gestión de Activos (PCAM) se compone de Gestión de patrimonio privado, Clientes Privados y de Negocios y Gestión de Activos. Este trío de divisiones de negocios incluye el negocio de gestión de inversiones de Deutsche Bank para clientes privados e institucionales, junto con actividades de banca minorista para clientes privados y pequeñas y medianas empresas.

### Gestión de patrimonio privado
Gestión de patrimonio privado funciona como el brazo de la banca privada del banco, sirviendo a individuos y familias de alto valor neto en todo el mundo. La división tiene una fuerte presencia en los puntos de acceso a la banca privada del mundo, incluyendo Suiza, Luxemburgo, Islas del Canal, Islas Caimán y Dubái.

### Comunicación
En 1972 el banco creó el mundialmente conocido logo azul "Slash in a Square" - diseñado por Anton Stankowski y destinado a representar el crecimiento dentro de un marco controlando el riesgo.

## Controversias
Deutsche Bank en general, así como algunos empleados específicos han estado a menudo en controversias y alegaciones de comportamiento engañoso o transacciones ilegales. A partir del 2016, el banco estuvo involucrado en unos 7,800 conflictos legales y calculó 5,400 millones de euros como reservas de litigios, con otros 2.2 mil millones de euros mantenidos frente a otros pasivos contingentes.

### Evasión de impuestos
Seis antiguos empleados fueron acusados de estar involucrados en un importante fraude fiscal con respecto a certificados de emisión de CO2, y la mayoría de ellos fueron posteriormente condenados. Se estimó que la suma de dinero en el escándalo de evasión fiscal podría haber sido de hasta 850 millones de euros. Deutsche Bank no fue condenado debido a la ausencia de leyes de responsabilidad corporativa en Alemania.

### Escándalo de espionaje
Desde el 2001 hasta el 2007, por lo menos, el banco se dedicó al espionaje encubierto de sus críticos. El banco ha admitido episodios de espionaje en 2001 y 2007 dirigidos por su departamento de seguridad corporativa, aunque los caracteriza como " eventos aislados".
Según el informe del Wall Street Journal, Deutsche Bank había preparado una lista de nombres de 20 personas que deseaban investigar por críticas al banco, entre ellas Michael Bohndorf (un inversionista activista en el banco) y Leo Kirch (exejecutivo de medios de comunicación, en litigio con el banco). También en la lista se encontraba el bufete de abogados de Múnich Bub Gauweiler & Partner, que representa a Kirch. Según el Wall Street Journal, el departamento legal del banco estaba involucrado en el plan junto con su departamento de seguridad corporativa. El banco ha contratado desde entonces a Cleary Gottlieb Steen & Hamilton, una firma de abogados de Nueva York, para investigar los incidentes en su nombre. La firma Cleary ha concluido su investigación y ha presentado su informe, que sin embargo no se ha hecho público. Según el Wall Street Journal, la firma Cleary descubrió un plan mediante el cual Deutsche Bank se infiltraría en la empresa Bub Gauweiler al tener un banco "mole" contratado como pasante en la firma Bub Gauweiler. El plan fue supuestamente cancelado después de la contratación de Cleary. Peter Gauweiler, director del bufete de abogados, dijo: "Espero que las autoridades competentes, incluidos los fiscales estatales y las agencias de supervisión del banco, lleven a cabo una investigación completa".
En mayo de 2009, Deutsche Bank informó al público que la dirección ejecutiva se había enterado sobre las posibles violaciones ocurridas en los últimos años de los procedimientos internos del banco o los requisitos legales relacionados con las actividades relacionadas con el departamento de seguridad corporativa del banco. Deutsche Bank inmediatamente retuvo el bufete de abogados Cleary Gottlieb Steen & Hamilton en Frankfurt para llevar a cabo una investigación independiente e informó a la Autoridad Federal de Supervisión Financiera de Alemania (BaFin). Las principales conclusiones del bufete de abogados, publicadas en julio de 2009, son las siguientes: Se han identificado cuatro incidentes que plantean cuestiones jurídicas como la protección de datos o las preocupaciones por la privacidad. En todos los incidentes, las actividades surgieron de ciertos mandatos realizados por proveedores de servicios externos en nombre del Departamento de Seguridad Corporativa del Banco. Los incidentes fueron aislados y no se ha encontrado ningún mal comportamiento sistémico. Y no hay ninguna indicación de que los actuales miembros del Consejo de Administración hayan participado en actividades que planteen cuestiones jurídicas o hayan tenido conocimiento de tales actividades. Esto ha sido confirmado por la Fiscalía de Frankfurt en octubre de 2009. El Deutsche Bank ha informado a todas las personas afectadas por las actividades antes mencionadas y ha expresado sus sinceras disculpas. BaFin encontró deficiencias en las operaciones dentro de la unidad de seguridad del Deutsche Bank en Alemania, pero no encontró ninguna mala conducta sistémica por parte del banco. El Banco ha iniciado medidas para fortalecer los controles para el mandato de proveedores de servicios externos por parte de su Departamento de Seguridad Corporativa y sus actividades.

### Escándalo Libor de abril de 2015
El 23 de abril de 2015, Deutsche Bank acordó multas de 2500 millones de dólares -una multa de 2175 mil millones de dólares por parte de los reguladores estadounidenses y una sanción de 227 millones de euros por parte de las autoridades británicas- por su participación en el escándalo Libor descubierto en junio de 2012. La compañía también se declaró culpable de fraude electrónico, reconociendo que al menos 29 empleados habían participado en actividades ilegales. Se requeriría despedir a todos los empleados que estuvieron involucrados en las transacciones fraudulentas. Sin embargo, ninguna persona sería acusada de delito penal. En Libor primero, Deutsche Bank tendría que instalar un monitor independiente. Comentando la multa, la directora de la Autoridad de Conducta Financiera de Gran Bretaña, Georgina Philippou, dijo: "Este caso destaca por la gravedad y duración de las infracciones ... Una división en Deutsche Bank tenía una cultura de generar beneficios sin tener en cuenta la integridad del mercado. Esto no se limitaba a unos cuantos individuos, pero en algunos escritorios parecía profundamente arraigado." La multa representó un récord para los casos relacionados con la tasa de interés, eclipsando una multa relacionada con Libor de 1.5 mil millones de dólares a UBS, y la entonces recaudada multa de 450 millones de dólares evaluada a Barclays previamente en el caso. El tamaño de la multa reflejaba la amplitud de las malas acciones en Deutsche Bank, la escasa supervisión del banco de los comerciantes y su falta de acción cuando descubrió signos de abuso internamente.

### Papel en la crisis financiera 2007/2008
En enero del 2017, Deutsche Bank acordó un acuerdo de 7,2 mil millones de dólares con el Departamento de Justicia de los Estados Unidos sobre su venta y agrupación de títulos hipotecarios tóxicos en los años previos a la crisis financiera de 2008. Como parte del acuerdo, el Deutsche Bank debió pagar una multa civil de 3100 millones de dólares y proporcionar 4100 millones de dólares en ayuda al consumidor, como la condonación de préstamos. En el momento del acuerdo, el Deutsche Bank seguía enfrentándose a investigaciones sobre la supuesta manipulación de los tipos de cambio, operaciones de acciones sospechosas en Rusia y presuntas violaciones de las sanciones estadounidenses contra Irán y otros países. Desde 2012, Deutsche Bank había pagado más de 12 000 millones de euros por litigios, incluyendo un acuerdo con los gigantes estadounidenses de finanzas hipotecarias Fannie Mae y Freddie Mac.

### 2015 Violaciones a las sanciones
El 5 de noviembre de 2015, Deutsche Bank recibió la orden de pagar 258 millones de dólares (237.2 millones de euros) en multas impuestas por el Departamento de Servicios Financieros del Estado de Nueva York y el Banco de la Reserva Federal de Estados Unidos después de que el banco fue descubierto haciendo negocios con Birmania, Sudán, Irán y Siria que estaban bajo las sanciones estadounidenses en ese momento. Según las autoridades federales de Estados Unidos, Deutsche Bank manejó 27 200 operaciones de compensación en dólares estadounidenses por valor de más de 10 860 millones de dólares para ayudar a evadir las sanciones estadounidenses entre principios de 1999 y 2006, que se hicieron en nombre de los iraní, libio, sirio y birmano , y las instituciones financieras sudanesas y otras entidades sujetas a sanciones estadounidenses, incluidas las entidades de los nacionales especialmente designadas por la Oficina de Control de Activos Extranjeros.
En respuesta a las sanciones, el banco ha de pagar 200 millones de dólares (184 millones de euros) al NYDFS mientras que el resto (58 millones de dólares, 53,3 millones de euros) se destinarán a la Reserva Federal. Además del pago, el banco instalará un monitor independiente, despedirá a seis empleados que participaron en el incidente y prohibirá a otros tres empleados de cualquier trabajo que involucre las operaciones del banco en Estados Unidos. El banco sigue siendo investigado por el Departamento de Justicia de EE. UU. y NYDFS en posibles sanciones violaciones relacionadas con la crisis de Ucrania 2014-15 y sus actividades dentro de Rusia.

### 2017 Multa de lavado de dinero
En enero de 2017, el banco fue multado por el Departamento de Servicios Financieros (DFS) de Nueva York con 425 millones de dólares y 163 millones de libras a la Autoridad de Conducta Financiera del Reino Unido en medio de acusaciones de lavado de dinero diez mil millones de dólares fuera de Rusia.

### 2020 FinCEN Files mayor cantidad de reportes
En la investigación FinCEN Files el Consorcio Internacional de Periodistas de Investigación determinó que el Deutsche Bank contó con un total de 982 reportes de actividad sospechosa vinculada hacia el Financial Crimes Enforcement Network, siendo el banco que más reportes generó.

### 2022 Multa de la CNMV
La Comisión Nacional del Mercado de Valores (CNMV) le impuso a Deutsche Bank una multa de tres millones de euros por cometer una infracción "muy grave" en la recompra de bonos estructurados a sus clientes.

### 2025 Multa de la CNMV
La Comisión Nacional del Mercado de Valores (CNMV) impuso dos sanciones a Deutsche Bank España, por 10 millones de euros, debido a una "infracción muy grave" en la comercialización de derivados de divisas. Fue la primera sanción que el regulador interpuso contra la filial española del banco alemán. La multa se debió a fallos al cumplir con determinadas obligaciones a la hora de ofrecer información adecuada a los clientes a los que presta servicios de inversión, según una resolución del 29 de enero de 2025, publicada este lunes en el Boletín Oficial del Estado (BOE).

## Adquisiciones
- Morgan, Grenfell & Company, 1990.
- Bankers Trust, 30 de noviembre de 1998.[63]
- Scudder Investments, 2001
- RREEF[64] (Rosenberg Real Estate Equities Fund, fundada en 1975), 2002[65]
- Berkshire Mortgage Finance, 22 de octubre de 2004.[66]
- Chapel Funding (now DB Home Lending), 12 de septiembre de 2006[67]
- MortgageIT, 3 de enero de 2007[68]
- Hollandsche Bank-Unie – 2 de julio de 2008: Fortis, ABN AMRO y Deutsche Bank anunciaron haber firmado un acuerdo en el cual Deutsche Bank adquiriría de ABN AMRO su Hollandsche Bank-Unie, filial que concentraba actividades comerciales en los Países Bajos. El acuerdo fue puesto en suspenso inicialmente cuando el gobierno neerlandés rescató y tomó el control de Fortis Bank Nederland. Sin embargo, el acuerdo se liquidó más tarde y la filial fue comprada por Deutsche Bank por 709 millones de euros en 2010.
- Sal. Oppenheim, 2010
- Deutsche Postbank, 2010[69]

## Empleados actuales y notorios
- Hermann Josef Abs - presidente (1957-1968)
- Josef Ackermann - exdirector ejecutivo (2002-2012)
- Michael Cohrs - jefe de Global Banking (2002-2010)
- Sir John Craven - financiero en Londres
- Alfred Herrhausen - presidente (1988-1989)
- Anshu Jain - director de Banca Corporativa y de Inversión
- Karl Kimmich - presidente (1942-1945)
- Georg von Siemens - cofundador y director (1870-1900)
- Ted Virtue[70]- miembro del consejo ejecutivo
- Hermann Wallich - cofundador y director (1870-1893)
- Boaz Weinstein - operador de derivados

### Servicio Público
- Sajid Javid – exmiembro de la junta directiva de Deutsche Bank International Limited (2007-2009)
- Otto Hermann Kahn – filántropo

## Premios
- Best Banking Performer, Alemania en 2016 por Global Brands Magazine Award.[71]